# 소스 (음식)

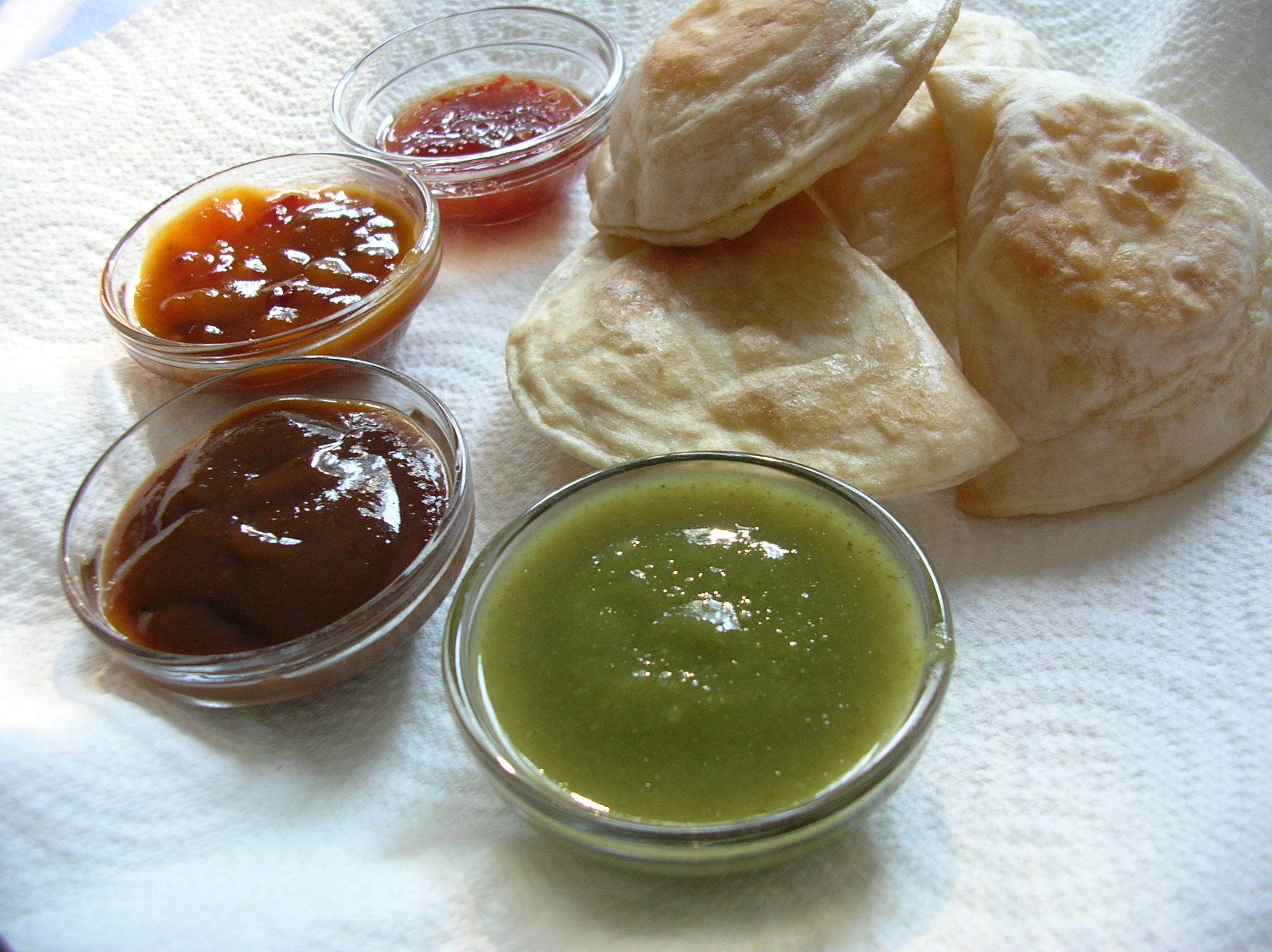
4가지 소스와 함께 있는 사모사.

소스(영어: Sauce)는 음식에 맛과 색을 돋우려고 식품에 넣거나 끼얹는 액체 또는 반유동 상태의 조미료이다. 소스는 고대 로마 시대부터 사용되어 왔는데, 중요한 소스만 해도 400∼500가지가 있으며, 크게 식탁용과 조리용이 있다.

## 만드는 방법
만드는 방법은 녹인 버터와 밀가루를 섞은 것에 육류나 어류를 삶아낸 국물을 붓고 걸쭉하게 해서 만든다. 소스의 기본이 되는 국물 재료로는 쇠고기·닭·생선이 있으며, 요리의 주재료에 알맞게 선택해서 사용한다.

## 종류와 용도
볶는 정도에 따라 흰색·미색·붉은 갈색의 소스가 있다. 흰색을 내려면 약한 불에서 5분가량 천천히 볶아 화이트 소스 등을 만들 때 사용한다. 조금 더 볶아 미색이나 옅은 갈색이 나도록 한 것은 토마토 소스에 사용하는데, 토마토 소스는 토마토를 익힌 다음 걸러 내 간을 한 것으로, 튀김 요리나 파스타에 사용한다. 색깔이 더 진하도록 오래 볶은 것은 브라운 소스에 사용한다. 브라운 소스는 고깃 국물을 오래 끓인 다음, 기름을 걷고 여러 가지 채소와 소금으로 맛을 내어 만든 갈색 소스이다. 비프 스테이크와 같은 육류 요리에 잘 어울리며, 소스를 만들 때 끈기를 내는 재료로 옥수수 녹말이나 감자 녹말을 쓴다.

## 같이 보기
- 소스 목록
  - 살사 (소스)
  - 그레이비
  - 땅콩 소스
  - 핫 소스
- 조미료
- 향신료